# Костёл Святого Александра (Варняй)
Костёл Святого Александра (лит. Varnių Šv. Aleksandro bažnyčia) — католический храм в городе Варняй, Литва. В 1992 году включён в Регистр культурных ценностей Литовской Республики (код 1682) и является охраняемым государством объектом культурного наследия регионального значения. Старейший храм в Жямайтии.

## История
В год учреждения Мядининкской епархии, позднее ставшей Жямайтийской епархией, в Варняй уже стоял приходской храм. На том самом месте, где сегодня возвышается новое здание костёла Святого Александра, ранее находился другой храм, построенный стараниями Витовта Великого и в 1417 году освящённый во имя святого Александра Иерусалимского, именем которого Витовт Великий был наречён при крещении.
С начала XV века храм неоднократно перестраивался, а свой нынешний облик принял в 1779 году. Это здание объединяет черты позднего литовского барокко и деревянной народной архитектуры. После Второй мировой войны костёл Святого Александра был разорен и закрыт, а в 1991 году полностью отреставрированным возвращён верующим.

## Галерея

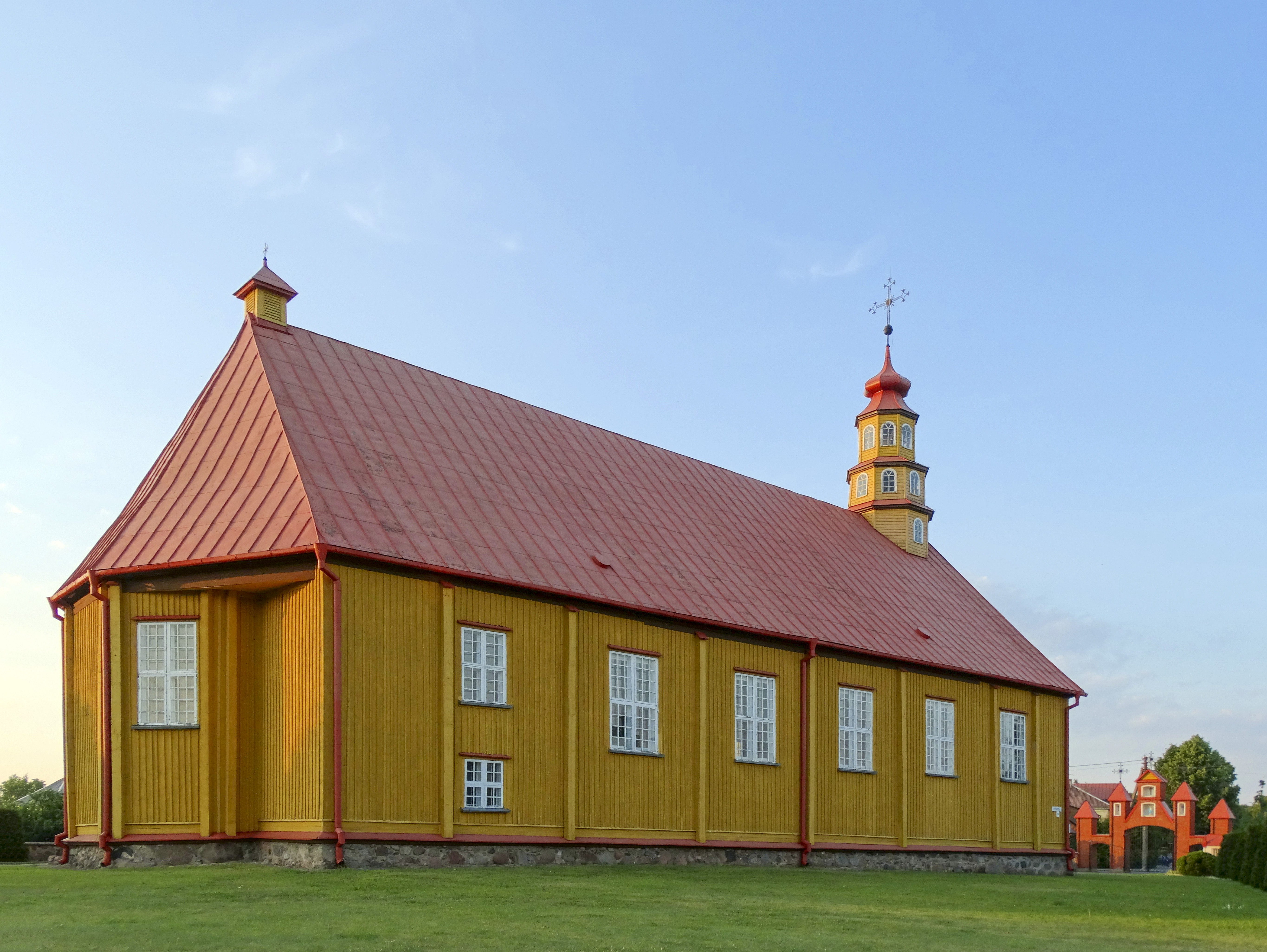
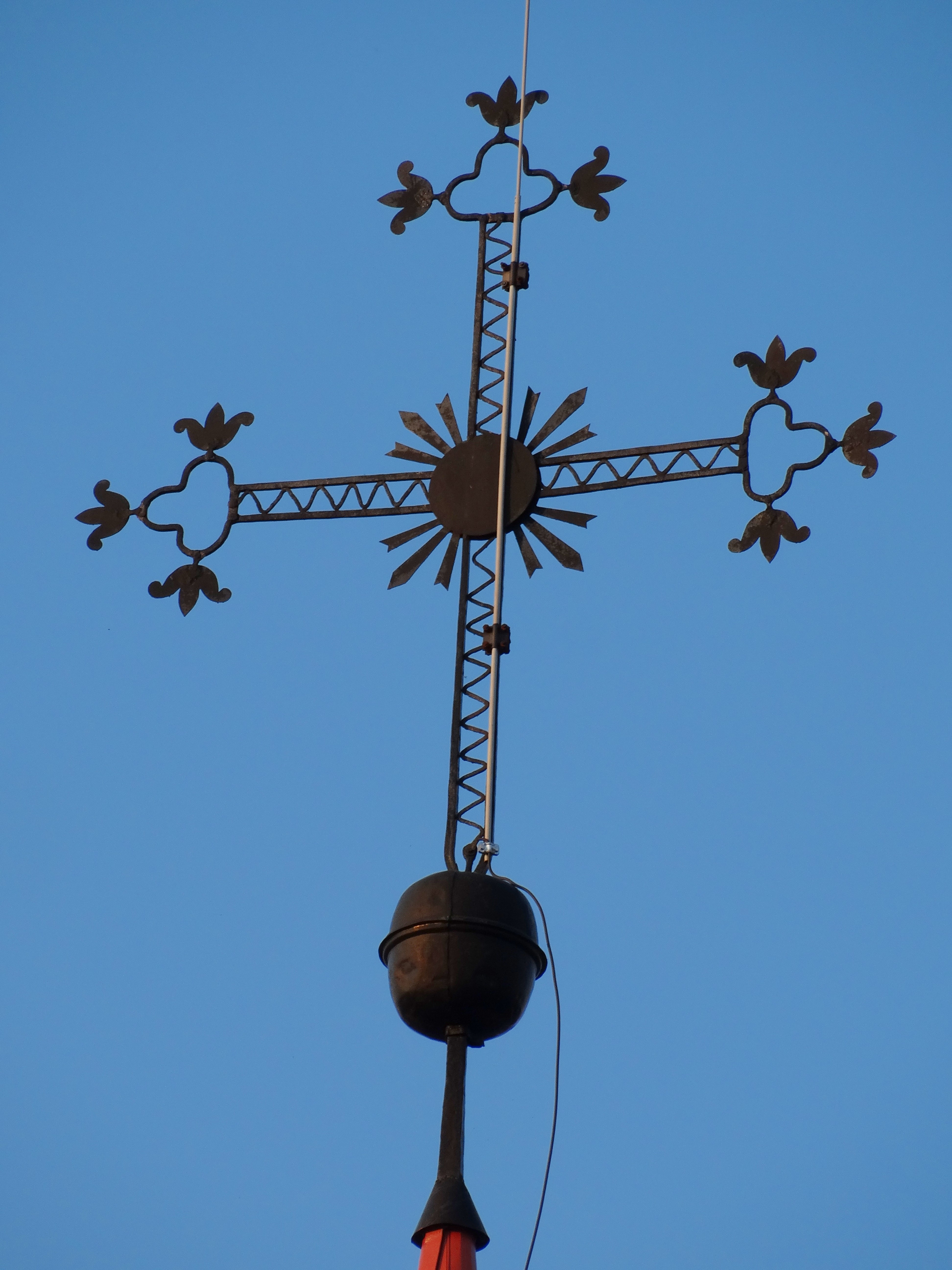
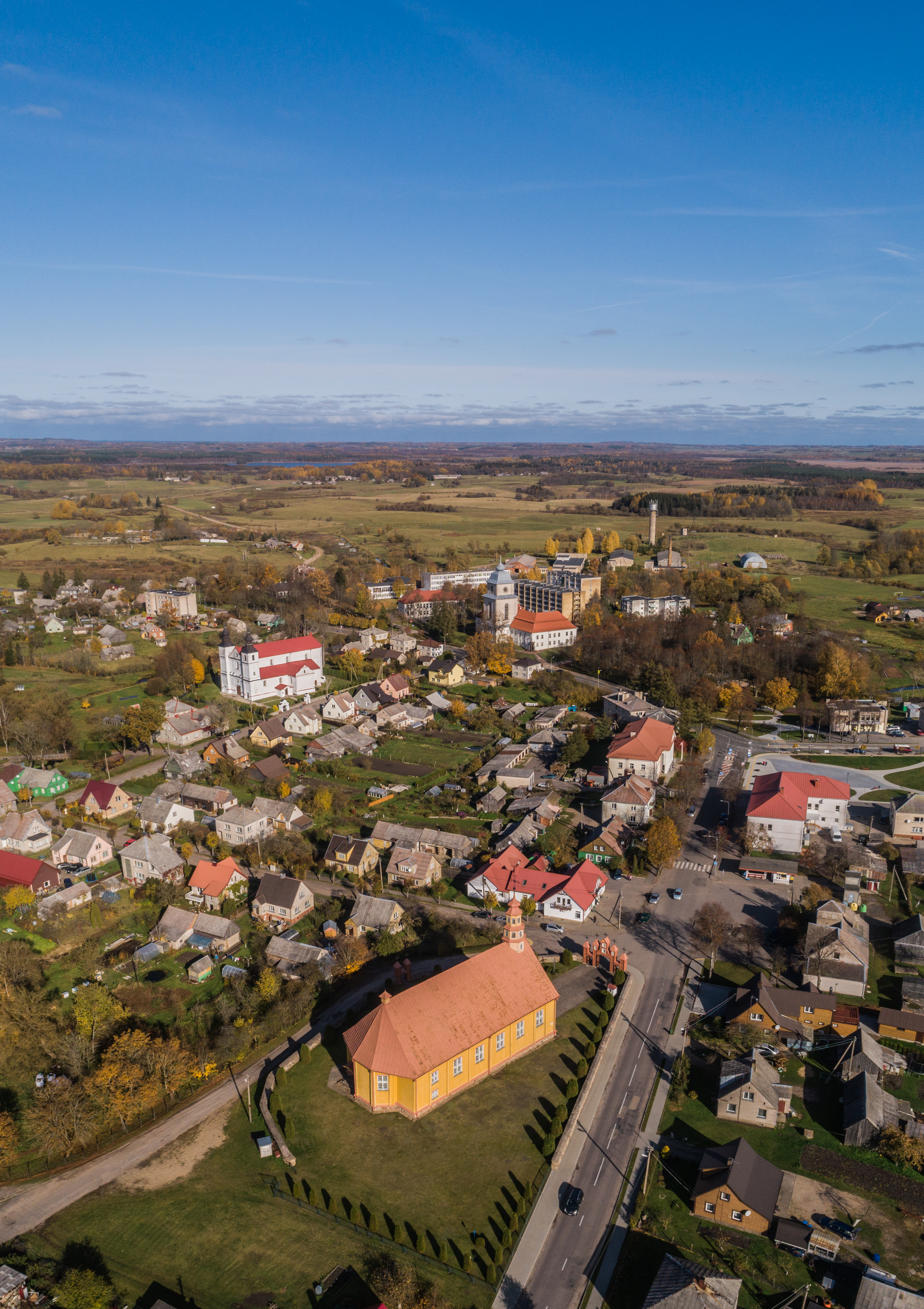
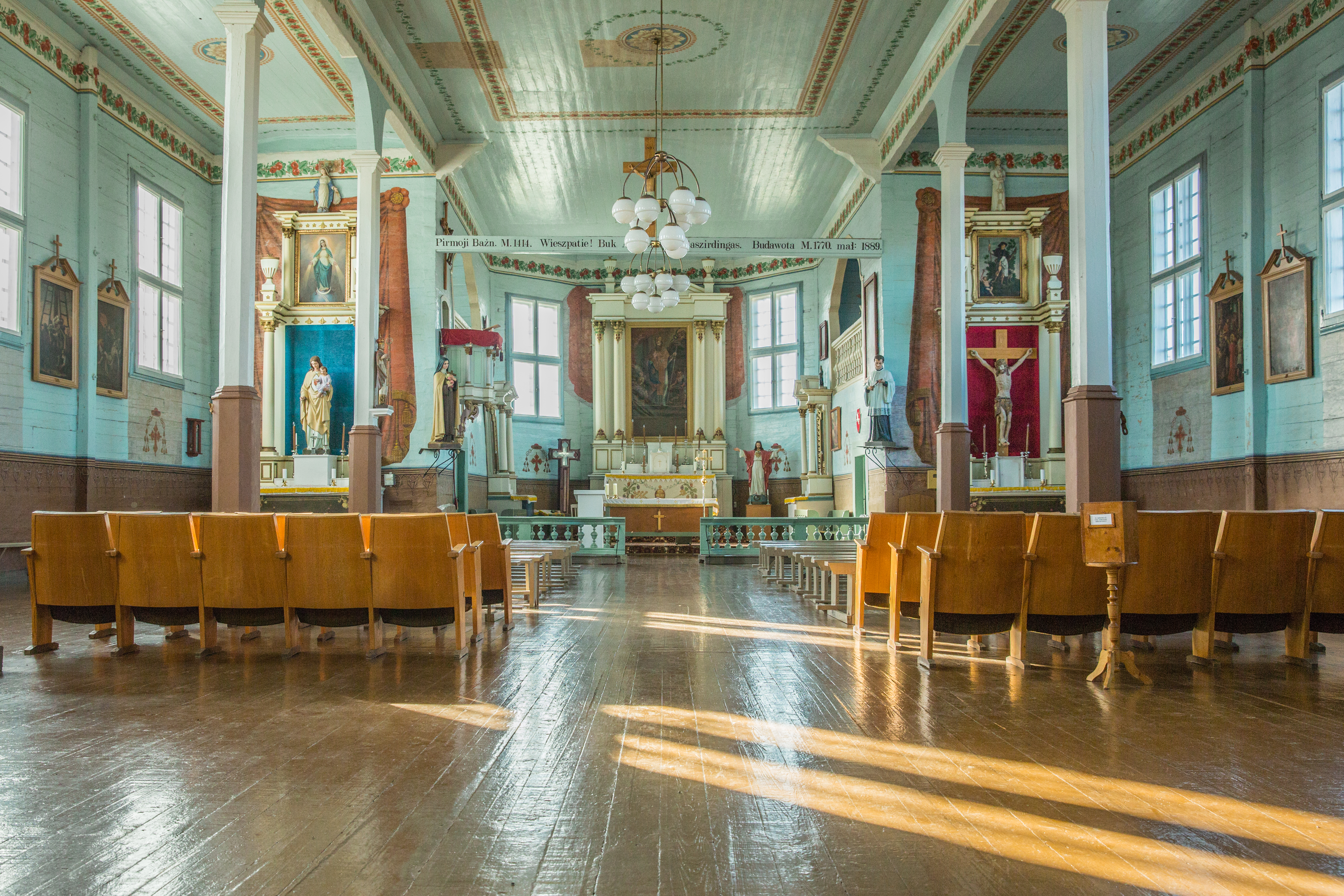
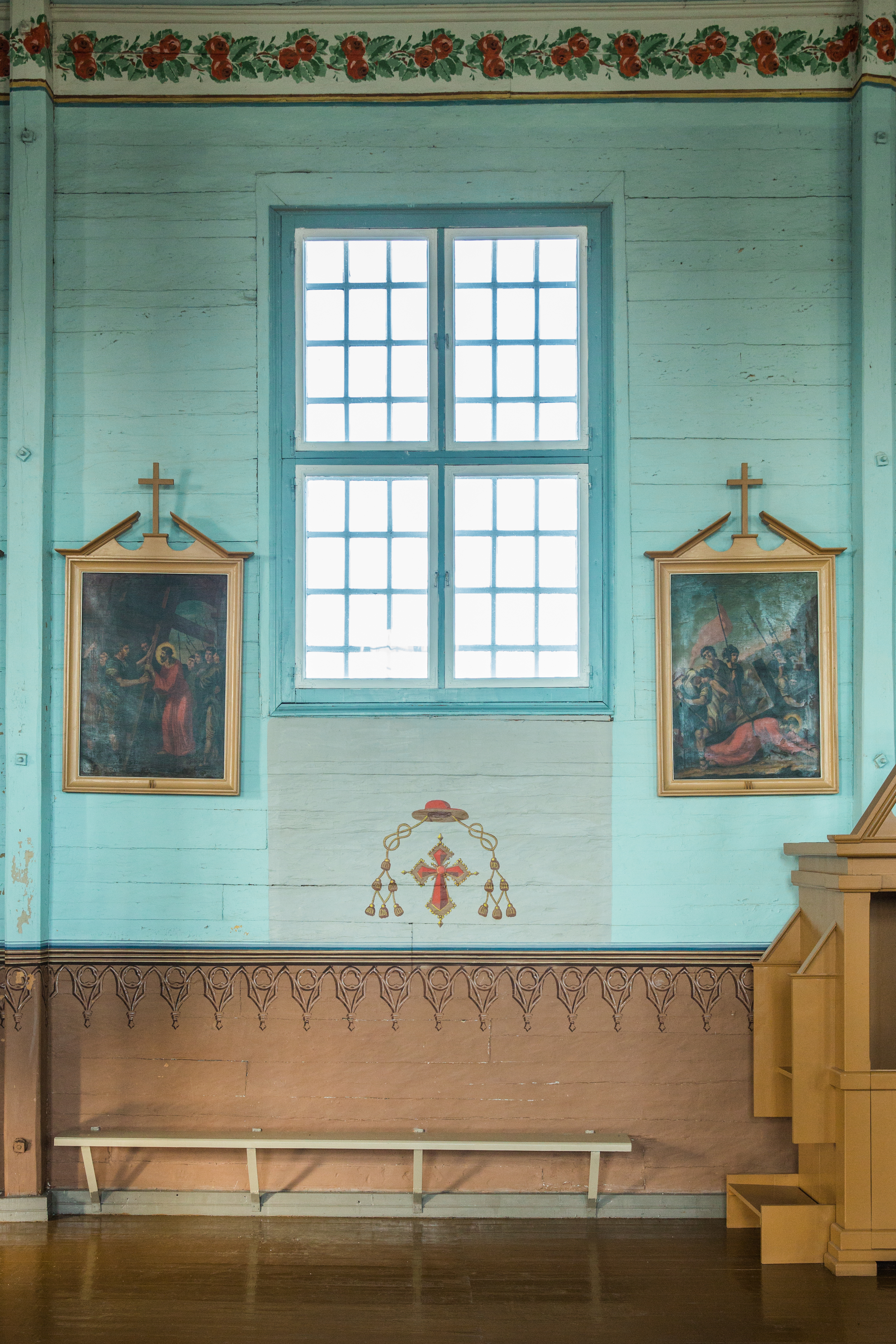
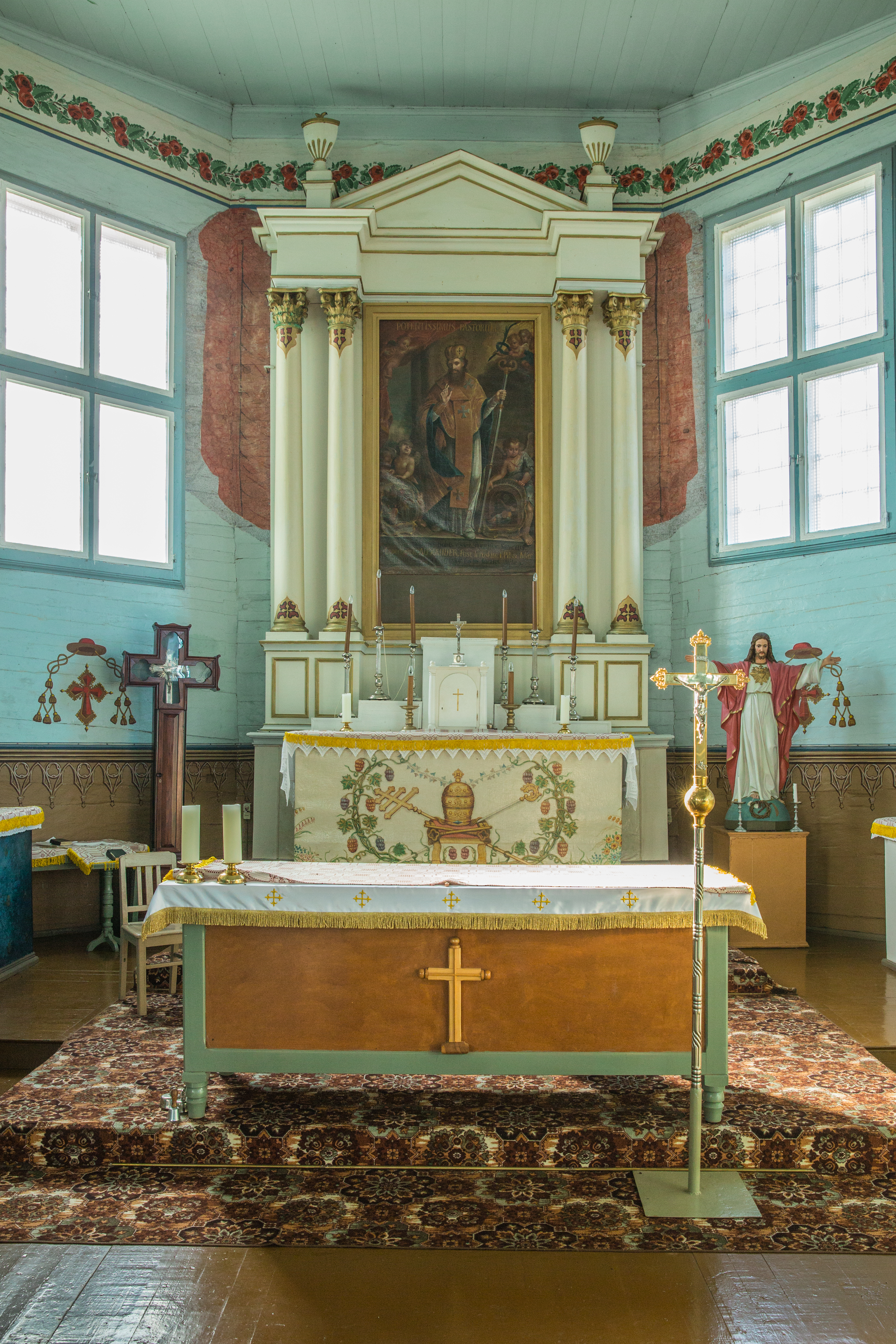